# Свети Врач (празник)
Вижте пояснителната страница за други значения на Свети Врач.
Свети Врач е народен и църковен празник, ден на билкарите и лечителите, което е и значението на думата "врач" (по-общо то се тълкува и като прорицател, ясновидец, мъдрец, поради което това е и празник на гадателите и по-конкретно - на врачките). Посветен е на светите братя безсребърници Козма и Дамян. Датата му е 1 юли. Фолклорните ритуали на празника са свързани с тези на Еньовден.

## Легендите за Козма и Дамян
Съществуват две различни предания за Козма и Дамян и макар че от сходствата в тях може да се предполага, че става дума за едни и същи хора, застъпвано е схващането, че всъщност има две двойки по двама братя, с тези имена, живели на различни места, по различно време и с различна съдба. По-популярно е преданието, свързано с двойката от Мала Азия, но празнуването през юли е всъщност за тази от Рим.

### Козма и Дамян от Рим
Според тази легенда, по времето на император Карин (упр. 282-285 г.), в селско имение, в околностите на Рим двама братя - вероятно от християнско семейство - упражняват с голямо майсторство лекарската професия. За услугите си, те не искат от пациентите си нищо, освен да повярват в божествеността на Исус Христос или изобщо - да бъдат благочестиви християни. Поради това са наречени "безсребърници". Братята не само, че не търсят друга отплата, освен вярата, но и сами раздават щедра милостиня. Покръстват много хора и са високо почитани от местните жители, но имат и врагове и завистници и по повод на деянията им, към императора е отправен донос, че не уважават подобаващо боговете от гръцко-римския пантеон. Затова са отведени под стража в двореца, където сам Карин ги разпитва и се опитва да ги придума, под угрозата на мъчения (или дори - измъчвайки ги) да извършат жертвоприношение, с което да докажат лоялността си към империята (тъй като благоденствието й, според римляните, зависи от благоволението на Олимпийците). Братята настояват, че приносът и волята на Христос са решаващи и предприемат стъпка да го докажат на владетеля - по тяхна молба Бог, така извива врата му, че главата му се преобръща, но от това той не умира, нито пък губи способността си да мисли и говори, тъй че когато вече поучен от случилото се почва да възхвалява Исус и да му се моли за избавление, действително го получава. После братята са освободени.
Нито те, нито Карин (който е разбит от Диоклециан и загива по време на битката с него в Илирик) оцеляват още дълго. Братята все пак стават жертва на един от враговете си сред своите колеги. Някакъв лекар, който отначало бил техен учител, но те го надминали, твърде много им завижда и замисля да ги убие. С тази цел ги примамва в планинска местност, осеяна с билки, разделя ги и после ги претрепва с камък, убивайки ги поотделно, но скривайки телата им на едно и също място - в един кладенец, но явно са намерени и погребани.

### Козма и Дамян от Мала Азия
Малаозийската легенда за безсребърниците Козма и Дамян поставя живота и смъртта им по-скоро в края на съществуването на Римската тетрархия и при управлението на Константин Велики, включително и около времето на и скоро след Първия вселенски събор. Според нея, бащата на двамата светци е езичник (може би елинизиран асириец, тъй като за тях се твърди, че произхождали от Асирия), майка им е християнка и вероятно - гъркиня (името й е Теодотия), а мястото, където живеят и работят, като лекари е известно като Асия или Проконсулска Азия. В нея, те не са представени като мъченици, а тя се фокусира върху лечителската им дейност и техните високи добродетели. Отличават се въобще с пълна безкористност и вярност към клетвата, която дават – да лекуват единствено с името Божие и в името на живота, без да взимат нищо за това; само веднъж единият от тях (по-малкият - Дамян) извършва нещо като нарушение на обета им, когато приема дара на богатата Паладия. Тази матрона притежава големи имоти, които продава с надеждата да получи адекватно лечение, но това се оказва напразно. Тогава открива, че двама нейни единоверци са знаменити лечители и при това вършат дейността си безплатно. Обръща се към тях и след като успяват да й помогнат, тя се показва готова да им се отплати богато, но те решително отказват парите. В лична среща с Дамян обаче, тя го убеждава да вземе в замяна на лечението три яйца, символ на Светата троица. Когато научава, че брат му все пак  е взел нещо от нея, Козма записва в завещанието си, че не желае да бъдат погребани заедно. Затова, когато Дамян умира, приятелите му се колебаят, как да постъпят с останките му, но накрая все пак (според една версия, след като получили такова указание свише, чрез една внезапно проговорила камила, също излекувана от братята, понеже те били и ветеринари) решават, че причината да вземе дара на Паладия също е била безкористна и богоугодна, затова погребването на двамата братя заедно е по-доброто решение, отколкото посмъртно да се разделят, след като цял живот са били заедно. Съответно - Дамян също е погребан, където и Козма, в местност наречена Фереман, предполагаемо - в Сирия и гробът им се почита, ставайки с времето известен с множество знамения и чудеса, свързани с него и братята.

## Обичаи
- Вечерта срещу празника болни, недъгави и слепи отиват и преспиват в църква или параклис на светците. Сутринта се мият с лековита вода от аязмата. Обрича се и курбан на лечителите.
- Меси се хляб и се раздава за здраве.
- Рано призори врачки, баячки и народни лечители разпределят набраните билки на Еньовден и изсъхнали вече билки.

- Жените не работят нищо, за да не се разболеят семействата им и домашните животни.
- Народните лечители не работят на празника на своите покровители, защото „няма да им се хване лекът“.

## Именици
Дамян, Дамянка, Козма, Даме, Дамо, Дамчо, Дамянко, Дама, Дамица, Дамяна, Кузма, Кузман, Кузмен, Кузмин, Кузмо, Кузо.